# آندریا ریسپولی
آندریا ریسپولی (انگلیسی: Andrea Rispoli؛ زادهٔ ۲۹ سپتامبر ۱۹۸۸) بازیکن فوتبال اهل ایتالیا است.
از باشگاه‌هایی که در آن بازی کرده‌است می‌توان به باشگاه فوتبال پارما، باشگاه فوتبال لچه، باشگاه فوتبال برشا، باشگاه فوتبال پادوا، باشگاه فوتبال سمپدوریا، باشگاه فوتبال پالرمو، و باشگاه فوتبال ترنانا اشاره کرد.
وی همچنین در تیم ملی فوتبال زیر ۲۱ سال ایتالیا بازی کرده‌است.